# Heilig Hartbeeld (Gulpen)
Het Heilig Hartbeeld is een standbeeld in de Nederlandse plaats Gulpen.

## Achtergrond
In april 1927 vierde kanunnik Raymond Alfons Schroeder (1854-1927), deken van Gulpen, zijn vijftigjarig priesterjubileum. Hij wilde de 4500 gulden die hij cadeau kreeg besteden aan het oprichten van een Heilig Hartbeeld en voegde er zelf 1000 gulden aan toe. Schroeder heeft de onthulling niet meegemaakt, hij overleed in december 1927. Het beeld werd op 27 oktober 1929 ingezegend en werd in 2013 gerestaureerd.

## Beschrijving
Het stenen beeld toont een Christusfiguur in gedrapeerd gewaad. Hij houdt zijn handen, met daarin de stigmata, gespreid. Op zijn borst is binnen een doornenkroon het heilig hart zichtbaar, hierachter een kruis.
Het beeld staat centraal binnen een muurtje aan de top van een kleine bordestrap. Aan weerszijden is in de muur in reliëf de kruisweg afgebeeld en de teksten "ALLERH. HART VAN JEZUS" "IK VERTROUW OP U". Op de achterzijde van het monument staat: "Gulpen aan zijn herder den hoogeerw. heer Alfons Schroeder pastoor deken kanunnik van het kathedraal kapittel van Roermond bij zijn 50-jarig priesterfeest 15 maart 1927".